# Loze Mountain
Der Loze Mountain (russisch Гора Лозе Gora Lose) ist ein 2130 m hoher Berg im ostantarktischen Königin-Maud-Land. Er ragt aus der Westwand der Grautskåla im Alexander-von-Humboldt-Gebirge des Wohlthatmassivs auf.
Entdeckt und anhand von Luftaufnahmen grob kartiert wurde der Berg bei der Deutschen Antarktischen Expedition 1938/39 unter der Leitung des Polarforschers Alfred Ritscher. Weitere Kartierungen folgten anhand von Vermessungen und Luftaufnahmen bei der Dritten Norwegischen Antarktisexpedition (1956–1960) und durch Teilnehmer einer sowjetischen Antarktisexpedition (1960–1961). Ritscher gab einer später nicht identifizierbaren Formation den Namen Lose Platte. Diese Benennung wurde von den sowjetischen Wissenschaftlern auf den hier beschriebenen Berg und im Jahr 1970 vom Advisory Committee on Antarctic Names in Englische übertragen. In Norwegen ist er unter dem Namen Lausflæet bekannt.